# 新 外科医 東盛玲の所見
『新 外科医 東盛玲』（しん げかい とうもりあきら）は、池田さとみの漫画。夢幻館にて連載中。
朝日ソノラマより文庫で発売されている『外科医 東盛玲の所見』の続編である。また、番外編として『さよならのJAMU』も同様に朝日ソノラマより文庫で発売されている。霊や超常現象の描写もあるが、ヒューマンドラマとしての色が濃い。

## 登場人物
東盛 玲（とうもり あきら）東盛総合病院の院長でもある、若き天才外科医。15歳まで両目が見えなかったが、初めての友人・田中久が死亡した際、角膜の提供を受け視力を得る。それだけではなく、「不思議なもの（=霊）」も見えるようになったが、病院内では超現実主義者を通している。
牧原 莉梨子（まきはら りりこ）東盛総合病院で働く看護婦。父と義母を失った事故をきっかけに、霊が見えるようになる。東盛に好意を寄せている。
朴木 咲也（ほうのき さくや）生まれつき人の嘘を見抜く能力をもつ。捨て子として施設で育っていたが、ある事件で東盛総合病院に入院したのをきっかけに東盛の後見を受け居候となり、次第に医者を目指すようになる。